# Diecezja Boise City
Diecezja Boise City (łac. Dioecesis Xylopolitana, ang. Diocese of Boise City) jest diecezją Kościoła rzymskokatolickiego w płn.-zach. części USA, obejmującą terytorialnie cały stan Idaho.

## Historia
Przyszłą diecezję wyodrębniono z archidiecezji Oregon City (obecnie siedziba znajduje się w Portland) w dniu 3 marca 1868 jako Wikariat apostolski Idaho i Montany. 5 marca 1883 podzielono go na dwie jednostki administracyjne zgodne z granicami stanów Idaho i Montana.  Wikariat został podniesiony do rangi diecezji w dniu 25 sierpnia 1893.

## Główne świątynie
- Katedra: Katedra św. Jana Ewangelisty w Boise City

## Ordynariusze
- Louis Aloysius Lootens (1868–1876) wikariusz apostolski
- Alphonse Joseph Glorieux (1885–1917) wikariusz apostolski, od 1893 biskup diecezjalny
- Daniel Mary Gorman (1918–1927)
- Edward Joseph Kelly (1927–1956)
- James Joseph Byrne (1956–1962)
- Sylvester William Treinen (1962–1988)
- Tod Brown (1988–1998)
- Michael Driscoll (1999–2014)
- Peter Christensen (od 2014)